# Vimercate
Vimercate est une ville italienne d'environ 26 000 habitants située dans la province de Monza et de la Brianza, dans la région Lombardie, dans le Nord-Ouest de l'Italie.

## Économie
Un nouveau centre d'affaires, la Tour Blanche, a été construit pour y développer l'activité économique.

## Administration
| Période                                  | Période | Identité | Étiquette | Qualité |
| ---------------------------------------- | ------- | -------- | --------- | ------- |
|                                          |         |          |           |         |
| Les données manquantes sont à compléter. |         |          |           |         |

### Hameaux
Ruginello, Oldaniga, Oreno, Velasca.

### Communes limitrophes
Usmate Velate, Bernareggio, Carnate, Sulbiate, Arcore, Bellusco, Ornago, Concorezzo, Burago di Molgora, Agrate Brianza.

## Personnalités liées à la commune
- Salai, peintre disciple et modèle de Léonard de Vinci.
- Ernesto Mauri, né à Vimercate, Président du Groupe Mondadori France depuis 2008.
- Emis Killa, musicien et rappeur depuis 2009, né à Vimercate le 14 novembre 1989.
- Matteo Morandi, gymnaste, est né à Vimercate le 8 octobre 1981.
- Claudia Triozzi, chorégraphe et plasticienne née à Vimercate en 1962.
- Agostino Bonalumi, artiste peintre et sculpteur né à Vimercate en 1935.